# The Scrapper

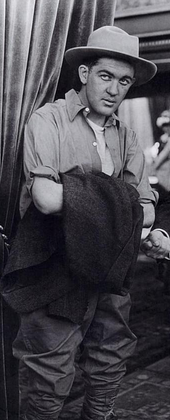
John Ford en 1917

The Scrapper est un court métrage américain écrit, réalisé et interprété par John Ford, sorti en 1917.

## Fiche technique
- Titre : The Scrapper
- Réalisation : John Ford
- Scénario : John Ford
- Société de production : The Universal Film Manufacturing Company
- Société de distribution : The Universal Film Manufacturing Company
- Pays d'origine :  États-Unis
- Langue originale : anglais
- Format : noir et blanc — 35 mm — 1,37:1 — Muet
- Genre : western
- Durée : 2 bobines
- Date de sortie :
  - États-Unis : 9 juin 1917

## Distribution
- John Ford : Buck, le bagarreur (the scrapper)
- Louise Granville : Helen Dawson
- Duke Worne : Jerry Martin
- Jean Hathaway
- Martha Hayes

## Autour du film
Ce film est présumé perdu